# Voodoo Murders
Voodoo Murders es un stable heel de lucha libre profesional famoso por su trabajo en All Japan Pro Wrestling y Diamond Ring.
Fundado por TARU, el grupo tenía el gimmick de una terrible secta caracterizada por una gran brutalidad, atacando despiadadamente a sus rivales tanto dentro como fuera del ring y usando tácticas arteras. Sus miembros, ataviados siempre de rojo y negro, fueron conocidos por meter a luchadores en bolsas para cadáveres antes de aporrearlos con bates de béisbol.

## Historia

### All Japan Pro Wrestling (2005-2011)

#### 2005
En enero de 2005, TARU fue contratado por AJPW. Su primera aparición fue sirviendo de mánager para el heel Johnny Stamboli, y declaró que su objetivo era acabar con el director de AJPW, Keiji Muto. A la semana siguiente, TARU hizo su debut en el ring, revelando que el nombre de su equipo con Stamboli era Voodoo Murders. Al poco, TARU formó una alianza con Chuck Palumbo, y con la adición de sus compañeros de Toryumon Shuji Kondo & YASSHI y el enorme gaijin Giant Bernard, TARU estableció Voodoo Murders como luego sería conocido, un grupo caracterizado por sus brutales tácticas ilegales y sus ataques a luchadores, rasgos que reflejaban el proverbial sadismo de su líder. Al poco del nacimiento de Voodoo Murders, el grupo entró en un feudo con otro grupo heel, RO&D (TAKA Michinoku, D'Lo Brown, Buchanan, Taiyo Kea, BLUE-K & Jamal), que en esos momentos pasaba por la facción más poderosa de AJPW. Con la rivalidad entre las bandas extendiéndose el resto del año en duros enfrentamientos, TARU & Bernard hicieron equipo para participar en la Real World Tag League 2005 Block A, pero no consiguieron muchas victorias, debido a que las frecuentes reyertas en masa entre ambos grupos y otros luchadores llevaban inevitablemente a descalificaciones.

#### 2006
A inicios de 2006 Bernard, Palumbo y Stamboli abandonaron el grupo debido al fin de sus contratos con AJPW, por lo que su ausencia fue parcialmente suplida con los nuevos miembros, RO'Z y Kohei Suwama. Meses después, en un enfrentamiento entre la banda y el presidente de la AJPW Keiji Muto, un luchador enmascarado llamado AKAONI fue contratado por TARU como un nuevo miembro de Voodoo Murders; pero durante un ataque a Muto y Kaz Hayashi, AKAONI se quitó la máscara para revelarse como Masanobu Fuchi, quien protegió a Muto de los ataques de VM hasta que AHII llegó al rescate. El 17 de septiembre, Voodoo Murders derrotó finalmente a RO&D, disolviendo el grupo y consiguiendo la victoria, todo ello gracias a la traición de los miembros de RO&D Bull Buchanan & D'Lo Brown, que habían sido reclutados por TARU en secreto poco antes del combate final. El resto de miembros de RO&D se aliaron con Muto y sus aliados para enfrentarse a Voodoo Murders, quienes en respuesta presentaron a Voodoo Mask como nuevo integrante ocasional.
En diciembre, Voodoo Murders hicieron una aparición en Pro Wrestling NOAH, donde TARU se reunió con su viejo amigo SUWA. SUWA pasó a formar parte de VM.

#### 2007
En los comienzos de 2007, Buchanan, D'Lo y RO'Z abandonaron Voodoo Murders para volver a los Estados Unidos, y SUWA se retiró de la lucha libre poco después. A pesar de ello, TARU -quien acababa de tomar el rol de mánager general de Pro Wrestling El Dorado- inició una invasión en New Japan Pro Wrestling, donde el grupo se reencontró con Giant Bernard; además, VM encontró un aliado en el entonces heel Hiroyoshi Tenzan. De vuelta a AJPW, Voodoo Murders combatió contra agrupaciones de varios luchadores, contándose entre ellos Keiji Muto, Kensuke Sasaki, Katsuhiko Nakajima y TAKA Michinoku. Sin embargo, después de varios meses de indecisión ante una propuesta de admisión de TARU, Satoshi Kojima se volvió heel y se unió a VM, traicionando a Sasaki y Nakajima, y ganó junto el AJPW World Tag Team Championship con el líder de Voodoo Murders ante Toshiaki Kawada & Taiyo Kea. Poco después, TARU introdujo al nuevo miembro, ZODIAC, pero una ligera rivalidad creció entre este y Suwama. TARU & ZODIAC compitieron en la Real World Tag League 2007, pero no consiguieron suficiente éxito debido a sus constantes descalificaciones, entrando en una particularmente cruenta pelea con Abdullah the Butcher & Minoru Suzuki, dos luchadores tan violentos como ellos mismos. En el último programa de AJPW en 2007, Voodoo Murders derrotaron a Adullah, Suzuki & MAZADA.

#### 2008

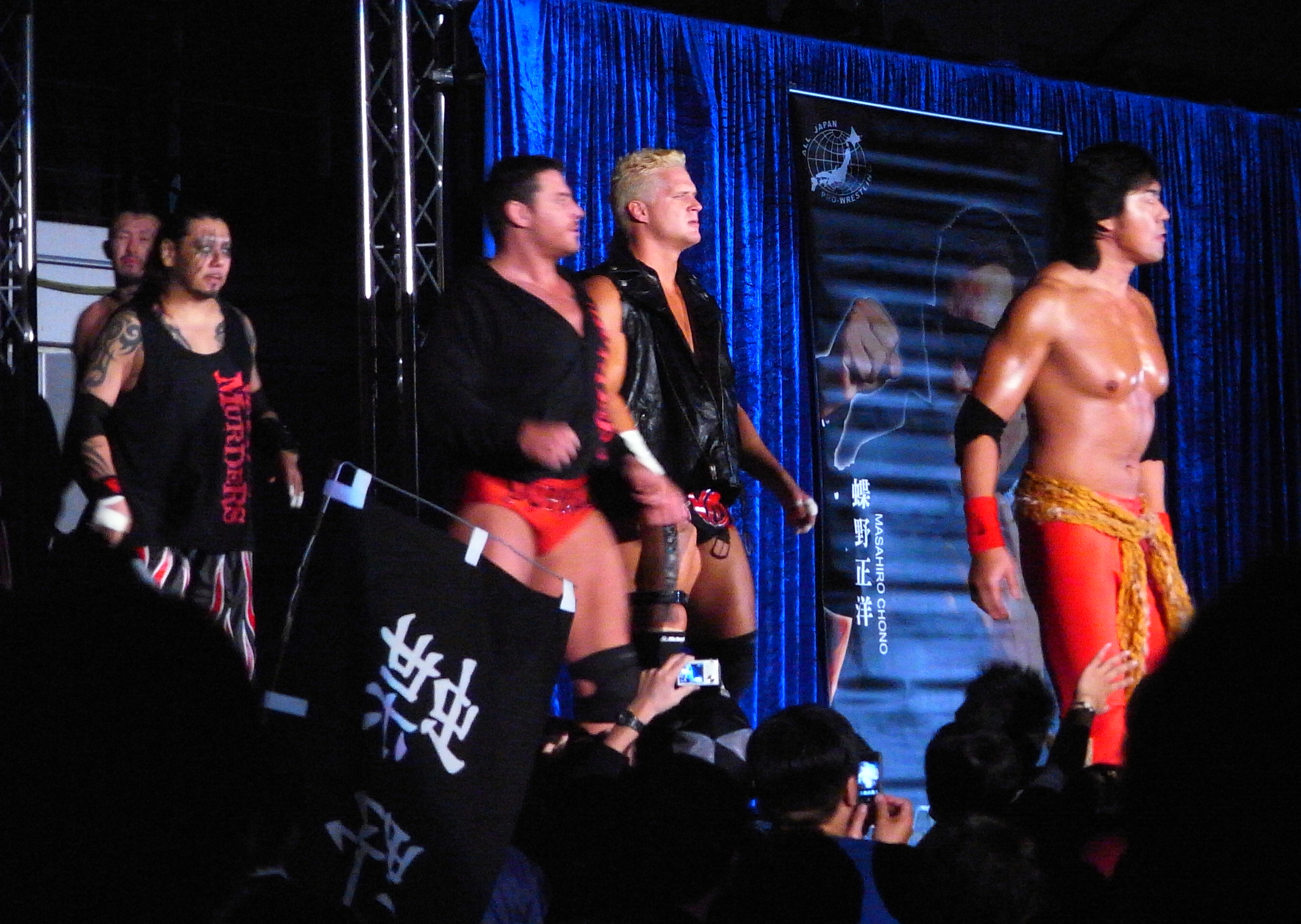
De izquierda a derecha: KENSO, Joe Doering, René Duprée, TARU y KONO.

TARU & ZODIAC perdieron el AJPW World Tag Team Championship ante Keiji Muto & Joe Doering a inicios de 2008, cuando además Suwama abandonó definitivamente el grupo. Posteriormente, después de que Kojima se lesionase, Voodoo Murders entró en una -más bien discontinua- racha de derrotas, lo que TARU intentó paliar trayendo de El Dorado a Naoki Tanizaki para convertirlo en un nuevo integrante, pero Naoki no logró cumplir sus expectativas y fue expulsado de AJPW tras una paliza. Sin embargo, quien sí logró entrar en VM fue el luchador mexicano Silver King, con cuya llegada junto a Voodoo Mask VM volvió a recuperar su poderío. Sin embargo, sorprendiendo a toda AJPW, Shuji Kondo y Satoshi Kojima abandonaron el grupo, pero TARU no perdió el tiempo y, en una maniobra aún más sorprendente, reclutó a dos luchadores igualmente poderosos: el as gaijin Joe Doering y el experimentado Nobukazu Hirai. Doering y ZODIAC fueron asignados a hacer equipo y crearon la subdivisión Voodoo Towers, mientras que Hirai fue rebautizado Hate. Con Voodoo Murders enfrentado con F4, el grupo creado por Satoshi Kojima, Hate & TARU compitieron en la Real World Tag League 2008, pero no lograron ganar. En este momento, dado que F4 también era otro grupo heel, Voodoo Murders comenzó a ganar una amplia popularidad entre los fanes, quienes les veían ya más como antihéroes erráticos que como los villanos que habían sido hasta el momento.

#### 2009
En febrero de 2009, YASSHI se retiró de la lucha libre, dejando Voodoo Murders y con ello terminando la primera generación de sus miembros. Para suplir su hueco, dos nuevos miembros fueron reclutados por TARU: Minoru y Toshizo. Sin embargo ZODIAC, cada vez más descontento con su grupo después de que Voodoo Towers se separara, abandonó Voodoo Murders y se unió a F4. Meses más tarde, Doering y TARU hicieron equipo para participar en la Real World Tag League 2009, pero no fueron capaces de ganar; de igual manera, fueron derrotados por SMOP (Akebono & Ryota Hama) en un combate por el AJPW All Asia Tag Team Championship.

#### 2010
Comenzando 2010, Voodoo Murders perdieron a Joe Doering, quien había sido contratado por la World Wrestling Entertainment. A pesar de esta pérdida a principios de año, Voodoo Murders introdujeron a René Duprée para sustituirle y derrotaron a F4 en un combate en el que el equipo perdedor debería desbandarse. Meses después, TARU presentó al nuevo enforcer de VM, el gigantesco Big Daddy Voodoo, quien pronto facilitó la derrota de SMOP y gracias a ello TARU y él ganaron el All Asia Tag Team Championship. El nuevo éxito produjo la unión de nuevos miembros, entre los que se hallaban Lance Cade, MAZADA y KENSO; sin embargo, poco después Toshizo abandonó AJPW y, trágicamente, Cade falleció de un paro cardíaco, lo que dejó a Voodoo Murders sin dos miembros. VM entró en una racha de derrotas, con Big Daddy y TARU perdiendo el título ante New Generation Force (Manabu Soya & Seiya Sanada) y con Hate siendo forzado a retirarse de la lucha libre por una derrota ante Shuji Kondo. No obstante, el grupo consiguió varias victorias tras ello y ganó como miembro a KONO, quien estaba agradecido con KENSO después de que este le ayudase a derrotar a Ryota Hama, y al viejo amigo de Big Daddy, Charlie Haas. 
De nuevo una fuerza dominante en AJPW, Voodoo Murders entró en un feudo a tres bandas con dos grupos menores, Partisan Forces (Minoru Suzuki, Masakatsu Funaki, Taiyo Kea & Akebono) y New Generation Force (Kohei Suwama, Manabu Soya, Seiya Sanada & Ryota Hama). En diciembre, después de que Daddy & Haas hubiesen abandonado el grupo debido al fin de sus contratos, KENSO & KONO ganaron a New Generation Force para ganar la World Strongest Tag Team League 2010.

#### 2011
En 2011, Joe Doering & Hate volvieron a Voodoo Murders. Irónicamente, KENSO sería despedido por TARU días después, pero sería una pérdida menor: el 2 de enero, Minoru derrotó a Kaz Hayashi para ganar el AJPW World Junior Heavyweight Championship, y pocos meses después, Doering & KONO derrotaron a Partisan Forces (Akebono & Taiyo Kea) para ganar el AJPW World Tag Team Championship.
El 29 de mayo de 2011, la facción Voodoo Murders fue disuelta debido a un incidente entre TARU y Super Hate que terminó con este último hospitalizado, lo que ocasionó la suspensión voluntaria de TARU y los despidos de KONO, Minoru y MAZADA, dejando vacantes los campeonatos en poder del grupo. Poco después, KONO y el resto fueron recontratados, pero ya sin la organización de Voodoo Murders, la cual fue definitivamente cerrada.

### Diamond Ring (2013-presente)
Después de una larga ausencia, TARU volvió al ring el 11 de febrero de 2013 en un evento de Diamond Ring, haciendo equipo con Kazunari Murakami para enfrentarse a Kento Miyahara y Taishi Takizawa. La lucha acabó sin resultado, ya que YASSHI y Kengo Nishimura irrumpieron para ayudarles. La misma noche TARU, YASSHI, Murakami y Nishimura reformaron el equipo, al que se unieron también Miyahara y Takizawa.

## En lucha
- Movimientos finales
  - Big Head Train[3] (Aided headbutt de Kondo y YASSHI)
  - Sicilian Slice[4] (Combinación de Argentine backbreaker rack de Palumbo y diving leg drop de Stamboli)
  - Aided piledriver de Brown y Buchanan[5]

- Movimientos de firma
  - Kakato Otoshi (Hammer kick) de TARU a la entrepierna un oponente sostenido por dos miembros
  - Combinación de standing powerbomb de Kondo y diving somersault neckbreaker de YASSHI
  - Aided somersault senton de Kondo y YASSHI[6]
  - Combinación de wishbone de dos miembros y low blow diving headbutt de YASSHI
  - Múltiples corner clotheslines y corner back elbows de todos los miembros a un solo oponente, a veces finalizado con poetry in motion
  - Múltiples forearm clubs a un solo oponente seguido de double dropkick de dos miembros desde ambos lados
  - Double back elbow después de un double Irish whip contra las cuerdas
  - Sucesión de double Irish whip de dos miembros, inverted atomic drop de Hate y dropkick de Minoru
  - Combinación de Irish whip de Minoru y big boot de KONO

## Campeonatos y logros
- All Japan Pro Wrestling
  - AJPW Unified World Tag Team Championship (2 veces) — TARU & Satoshi Kojima (1), Joe Doering & KONO
  - AJPW World Junior Heavyweight Championship (3 veces) — Shuji Kondo (1), Silver King (1) y Minoru (1)
  - AJPW All Asia Tag Team Championship (2 veces) — TARU & Big Daddy Voodoo (1), Shuji Kondo & YASSHI (1).
  - AJPW Junior Tag League (2009) - Minoru & Toshizo
  - January 2nd Korakuen Hall Heavyweight Battle Royal Winner (2009) - ZODIAC[7]
  - January 3rd Korakuen Hall Junior Heavyweight Battle Royal Winner (2006)[7] - YASSHI
  - January 3rd Korakuen Hall Junior Heavyweight Battle Royal Winner (2007) - YASSHI
  - January 3rd Korakuen Hall Junior Heavyweight Battle Royal Winner (2009) - YASSHI
  - World's Strongest Tag Team League (2010) – KENSO & KONO

- Tokyo Sports Grand Prix
  - Equipo del año (2006)[8] - TARU, Shuji Kondo, YASSHI & Suwama